# Discosura conversii
Discosura conversii là một loài chim trong họ Chim ruồi.

## Hình ảnh

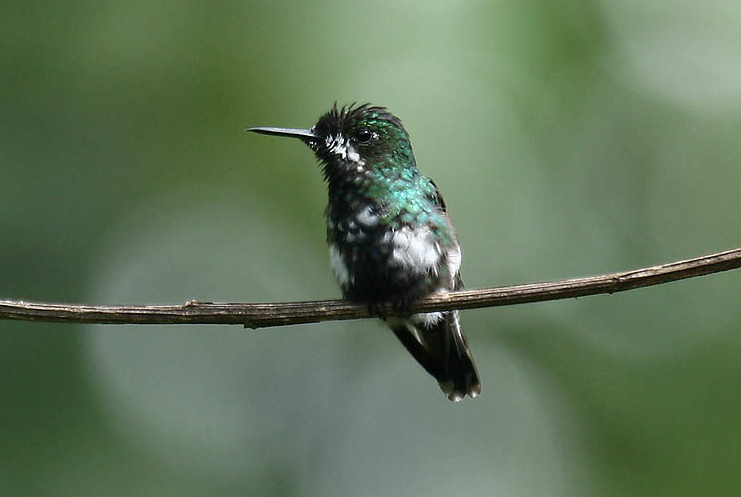
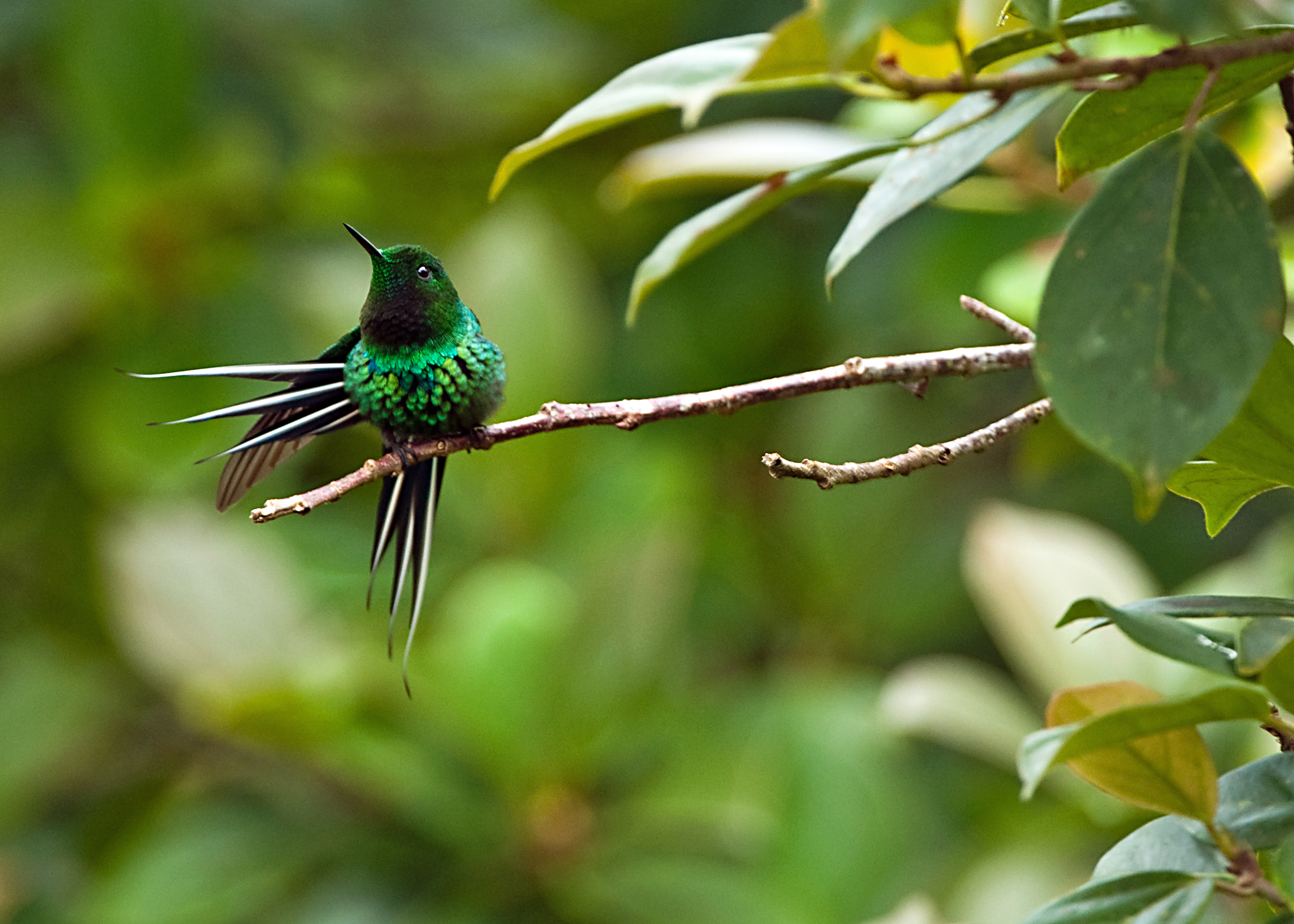
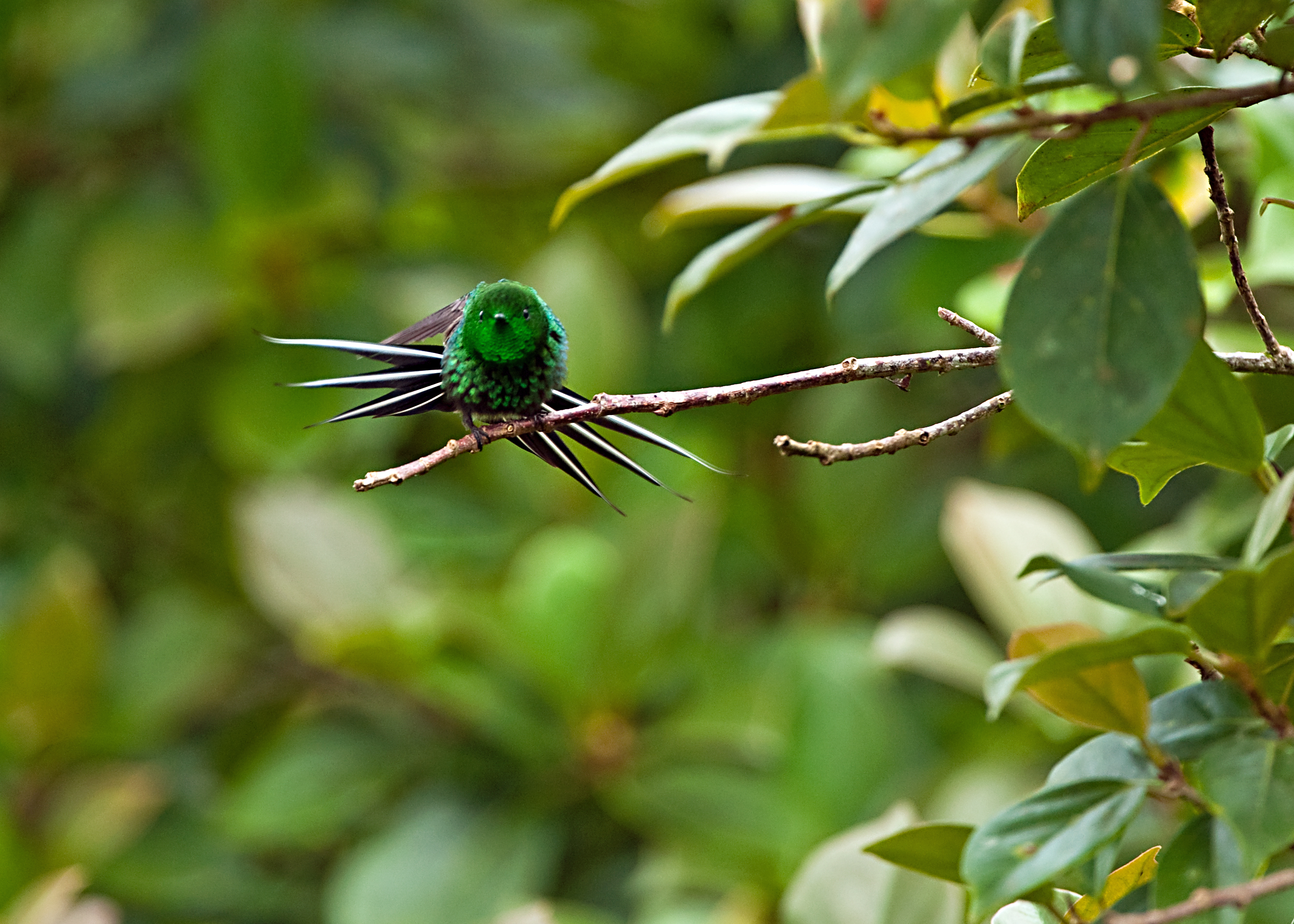